# Yitzhak Nebenzahl
Pour les articles homonymes, voir Nebenzahl.
Yitzhak Ernst Nebenzahl (en hébreu: יצחק ארנסט נֶבֶּנְצָל) (né le 24 octobre 1907 à Francfort-sur-le-Main, en Allemagne et mort le 19 décembre 1992 à Jérusalem, en Israël), est un économiste israélien. Il a été le contrôleur d'État de l'État d'Israël de 1948 à 1981, le médiateur (ombudsman) de l'État d'Israël de 1961 à 1981, un des directeurs de la Banque d'Israël et de la Banque postale d'Israël. Il est le père d'Avigdor Nebenzahl (né en 1935), rabbin orthodoxe israélien, posek et Rosh Yeshiva, ancien grand-rabbin de la vieille ville de Jérusalem et de Plia Albeck (he).

## Biographie
Yitzhak Ernst Nebenzahl est né le 24 octobre 1907 à Francfort-sur-le-Main, en Allemagne. Il est le fils d'Akiva Yehuda Haleivi Nebenzahl et de Beila Hirsch. Il a une sœur, Golda Wagner.

### Palestine mandataire
Yitzhak Nebenzahl immigre en Palestine mandataire en 1933. Il s'installe à Jérusalem.
Il est officier dans la Haganah.

### Contrôleur d'État de l'État d'Israël et médiateur (ombudsman) de l'État d'Israël
De 1948 à 1981, il est le contrôleur d'État de l'État d'Israël. De 1961 à 1981, il est aussi le médiateur (ombudsman) de l'État d'Israël. Il est un des directeurs de la Banque d'Israël et de la Banque postale.

### Famille
Yitzhak Nebenzahl épouse Hildegard Hollander en 1933. Ils ont 4 enfants, dont Avigdor Nebenzahl (né en 1935), un rabbin orthodoxe israélien, posek et Rosh Yeshiva, ancien grand-rabbin de la vieille ville de Jérusalem, Plia Sara Albeck, née le 28 octobre 1937 à Jérusalem et morte le 27 décembre 2005 et Yeshaya Nebenzahl, né le 8 octobre 1940 à Jérusalem et mort le 24 octobre 2016.